# Симоновка (Краснодарский край)
Симоновка — посёлок в Ейском районе Краснодарского края.
Входит в состав Красноармейского сельского поселения.
Население — около 150 человек.

## География
Находится в 13 км к югу от города Ейска.

### Улицы
- пер. Северный,
- ул. Мира,
- ул. Победы

## Экономика
В период жатвы в Симоновке обрабатывается злаковые и другие культуры.

## Социальная сфера
В Симоновке расположен психоневрологический диспансер.
Футбольное поле, водонапорная башня (построена пленными немцами), магазин.

## Население
| 2002 | 2010 |
| ---- | ---- |
| 259  | ↗309 |